# Igor Krichever
Igor Moiseevich Krichever (em russo:  Игорь Моисеевич Кричевер; Taganrog, 8 de outubro de 1950 - 1 de dezembro de 2022) foi um matemático russo.

## Carreira
Krichever frequentou uma escola especial de matemática em Moscou, ganhou a medalha de prata na Olimpíada Internacional de Matemática em 1967 e no mesmo ano começou a estudar matemática na Universidade Estatal de Moscou, onde foi aluno de Sergei Novikov e inicialmente lidou com topologia algébrica (teoria do cobordismo), e onde obteve em 1972 um doutorado. Pouco depois voltou-se (como Novikov) para sistemas dinâmicos integráveis, que tratou com métodos de geometria algébrica, em particular a equação periódica de Korteweg-de-Vries (1974) e a equação periódica de Kadomtsev-Petiashvili (KP), seguida por outras equações diferenciais não lineares exatamente integráveis da física matemática. Trabalhou em estreita colaboração com Novikov, Boris Dubrovin e Victor Buchstaber.
É professor no Instituto Landau de Física Teórica em Moscou e na Universidade Columbia. Também lecionou na Universidade Independente de Moscou e no Instituto de Física Teórica e Experimental. Foi palestrante convidado do Congresso Internacional de Matemáticos em Quioto (1990: The periodic problem for two dimensional integrable systems).
Para o Congresso Internacional de Matemáticos de 2022 em São Petersburgo está listado como palestrante plenário.